# Твердий стан (фільм)
«Твердий стан» — кінофільм режисера Стефано Мілла, що вийшов на екрани в 2012 році.

## Зміст
Вже довгі роки вчені гадають, чи є ще життя у всесвіті. І все частіше звучить думка, що зустріч з інопланетними гостями може бути небезпечна. Вони можуть просто знищити всю нашу цивілізацію! Великий метеорит рухається у бік Землі. Сили Космічної оборони запускають ракету і, здається, що метеор знищений. Але невеликий шматок його падає на Землю у віддаленій частині Європи.

## Ролі
| Актор            | Роль |
| ---------------- | ---- |
| Деббі Рошон      | -    |
| Вівіка А. Фокс   | -    |
| Ейва Бруніні     | -    |
| Сьюзі Лоррейн    | -    |
| Дієго Казале     | -    |
| Барбара Браконно | -    |

## Знімальна група
- Режисер — Стефано Мілла
- Сценарист — Джеро Джильо
- Продюсер — Ріккардо Де Пало, Енріко Де Пало, Філ Горн
- Композитор — Дом Капуано